# Heavy Hitz
Heavy Hitz è la prima raccolta del gruppo hip hop statunitense Heavy D & the Boyz, pubblicata nel 2000 da MCA Records.
| Recensione | Giudizio |
| ---------- | -------- |
| AllMusic   | [ 1 ]    |

## Tracce
1. The Overweight Lovers In The House – 3:34 (musica: Marley Marl, Heavy D (co-prod.))
2. Mr. Big Stuff – 3:23 (musica: Andre Harrell, DJ Eddie F (co-prod.))
3. Don't You Know – 4:20 (musica: Teddy Riley, Heavy D)
4. We Got Our Own Thang – 3:50 (musica: Teddy Riley)
5. Somebody for Me – 4:52 (musica: DJ Eddie F, Neville, Al B. Sure! (co-prod.), Heavy D (co-prod.))
6. Gyrlz, They Love Me – 4:52 (musica: Heavy D, Marley Marl)
7. Now That We Found Love (featuring Aaron Hall) – 4:16 (musica: Teddy Riley)
8. Is It Good To You – 4:51 (musica: Teddy Riley)
9. You Can't See What I Can See – 3:46
10. Got Me Waiting (featuring Crystal Johnson) – 4:31 (musica: Pete Rock, Jamie Staub (missaggio))
11. Nuttin' but Love (featuring Vinia Mojica) – 3:34 (musica: Heavy D, Kid Capri, Poke)
12. Black Coffee (featuring Vinia Mojica) – 4:28 (musica: Easy Mo Bee, Pete Rock)
13. Big Daddy – 3:54
14. On Point – 4:39
15. Just Coolin' – 4:57